# Tàngara oliosa
La tàngara oliosa (Sphenopsis frontalis) és un ocell de la família dels tràupids (Thraupidae).

## Hàbitat i distribució
Habita la selva pluvial i matolls a les muntanyes de Colòmbia, nord-oest, nord i oest de Veneçuela, est de l'Equador i est del Perú.